# Verijärv
Het Verijärv of Kasaritsa Verijärv is een meer in de Estlandse gemeente Võru vald, provincie Võrumaa.
Het meer werd in 1627 voor het eerst genoemd als Wehry. Later werd het in het Duits Veri-See genoemd.
Een legende wil dat de koetsier van de landheer van het landgoed Kasaritsa ooit met zijn koets opzettelijk het meer inreed en de landheer en de paarden liet verdrinken.

## Geografie
Het meer, met een oppervlakte van 25 ha, ligt 3,5 km ten zuidoosten van de provinciehoofdstad Võru. De vlek Kose  grenst aan de westelijke oever van het meer, dat zelf geheel op het grondgebied van het dorp Verijärve ligt.
Door het meer loopt de beek Koreli oja, die ten noorden van Võru uitkomt in de rivier Vanajõgi, een zijrivier van de Võhandu. De oevers van het meer vormen sinds 1962 een natuurpark onder de naam Verijärve maastikukaitseala. Aan de zuidoever ligt een heuvel die voor Estische begrippen hoog is: Erastsaare mägi (115 meter).

## Fauna en flora
Aan de oevers bestaat de bodem uit zand en grind, in de diepere gedeelten uit modder. In het meer zwemmen alver, baars, blankvoorn, brasem en snoek.
De oevers zijn dichtbebost. In het bos groeien grove dennen die 120 à 140 jaar oud zijn. Hier groeit ook de zeldzame Pulsatilla patens, familie van het wildemanskruid.